# 赫拉弗恩希迪尔·吕塞尔斯多蒂尔
赫拉弗恩希迪尔·吕塞尔斯多蒂尔（1991年8月2日—）生于哈布纳菲厄泽，是一名冰岛女子游泳运动员，主攻蛙泳，曾在佛罗里达大学就读并为该校的游泳队成员。她曾参加2012年伦敦奥运和2016年里约奥运，其中在2016年里约奥运，她担任冰岛代表团的闭幕式旗手。2018年1月，她正式宣布退役。